# 博爾希夫卡 (哈爾科夫州)
49°30′11″N 36°58′11″E / 49.50306°N 36.96972°E
博爾希夫卡（羅馬化：Borshchivka）是位於烏克蘭東部哈爾科夫州伊久姆區巴拉克利亚市镇的村莊。該村始建於1668年，面積2.6平方公里，海拔高度89米，2001年人口3,139，人口密度每平方公里497.9人。